# Munții Ciucului (sit SCI)
Munții Ciucului este o arie protejată (arie specială de conservare — SAC, sit de importanță comunitară — SCI) din România, desemnată în scopul protejării biodiversității și menținerii într-o stare de conservare favorabilă a florei spontane și faunei sălbatice, precum și a habitatelor naturale de interes comunitar aflate în arealul zonei de protecție. Aceasta se întinde pe o suprafață de 60.045 ha, integral pe uscat.

## Localizare
Situl Munții Ciucului se întinde pe teritoriile administrative ale județelor Bacău (Agăș, Ghimeș-Făget, Palanca), Harghita (Cârța, Ciceu, Ciucsângeorgiu, Dănești, Frumoasa, Leliceni, Lunca de Jos, Lunca de Sus, Miercurea Ciuc, Mihăileni, Păuleni-Ciuc, Racu, Sâncrăieni, Sândominic, Tomești) și Neamț (Dămuc, Tarcău). Centrul acestuia este situat la coordonatele 46°30′13″N 25°56′56″E / 46.503644°N 25.948775°E.

## Înființare
Situl Munții Ciucului (ROSCI0323) a fost declarat sit de importanță comunitară în decembrie 2007 pentru a proteja 22 specii de plante și animale. Situl a fost protejat și ca arie specială de conservare în mai 2022. Acesta include Parcul Național Cheile Bicazului - Hășmaș.

## Biodiversitate
Situată în ecoregiunea alpină a Carpaților Moldo-Transilvani, aria protejată conține 14 habitate naturale: Râuri de munte și vegetația lor lemnoasă cu Myricaria germanica, Pajiști alpine și boreale, Pajiști calcaroase alpine și subalpine, Pajiști uscate seminaturale și faciesuri de acoperire cu tufișuri pe substrat calcaros, Pajiști bogate în specii de Nardus, pe substraturile silicioase ale zonelor muntoase, Asociații de lizieră cu ierburi înalte hidrofile de la nivelul câmpiilor până la nivel montan și alpin, Pajiști de altitudine joasă (Alopecurus pratensis, Sangiusorba officinalis), Pajiști montane, Turbării de acoperire, Grohotiș stâncos al etajului montan (Androsacetalia alpinae și Galeopsitalia ladani), Păduri tip Luzulo-Fagetum, Păduri aluviale cu Alnus glutinosa și Fraxinus excelsior (Alno-Padion, Alnion nicanae, Salicion albae), Păduri dacice de fag (Symphyto-Fagion) și Păduri acidofile cu Picea din etajele alpine montane.
La baza desemnării sitului se află 4 specii floristice și 18 de faunistice, protejate la nivel european sau aflate pe lista roșie a IUCN; astfel:
- plante (4): papucul doamnei (Cypripedium calceolus), ligularia (Ligularia sibirica), dedițelul (Pulsatilla patens), iarba-gâtului (Tozzia carpathica);
- amfibieni (3): ivorașul-cu-burta-galbenă (Bombina variegata)[5], triton cu creastă (Triturus cristatus)[6], salamandra carpatică (Triturus montandoni)[7];
- mamifere (5): urs brun (Ursus arctos)[8], lup cenușiu (Canis lupus)[9], vidră de râu (Lutra lutra)[10], râs eurasiatic (Lynx lynx), breb (Castor fiber);
- pești (4): zvârlugă (Cobitis taenia), moioagă (Barbus petenyi), zglăvoacă (Cottus gobio), chișcar (Eudontomyzon danfordi)[11],
- nevertebrate (6): cosaș (Isophya stysi), cosașul transilvan (Pholidoptera transsylvanica), albilița portocalie (Colias myrmidone), fluturele auriu (Euphydryas aurinia), fluturele de muștar (Leptidea morsei), fluturele purpuriu (Lycaena dispar),

Pe lângă speciile protejate aflate la baza desemnării sitului, pe teritoriul acestuia au mai fost identificate 42 specii de animale și plante protejate la nivel european prin Directiva C.E. 92/43/CE (anexa I-a) din 21 mai 1992 (privind conservarea habitatelor naturale și a speciilor de faună și floră sălbatică)..